# Transumanismo
Transumanismo ou visão transumanista (do inglês Transhumanism, abreviado por h+) é um movimento filosófico intelectual que visa transformar a condição humana com o uso de tecnologias emergentes alcançando as máximas potencialidades em termos de evolução humana, o que posteriormente vai ser desenvolvido no pós-humanismo, corrente de pensamento mais radical que enxerga na evolução biológica as possibilidades de alcançar o patamar de transcendência.
Isto é, aumentando consideravelmente as capacidades intelectuais, físicas e psicológicas humanas, podendo superar limitações humanas fundamentais, impelindo assim a erradicação do sofrimento causado por doenças e obtenção da imunidade aos efeitos do tempo (como envelhecimento e a morte) e a capacidade de se transformar em diferentes seres com habilidades altamente expandidas a partir da condição natural.
Pensadores transumanistas estudam os potenciais benefícios e perigos de tecnologias emergentes bem como a ética do uso de tais tecnologias, como o biohacking Influenciada pelos trabalhos seminais da ficção científica, a visão transumanista de uma humanidade futura transformada tem atraído muitos adeptos, críticos e detratores de uma ampla gama de perspectivas, incluindo filosofias e religiões, os quais são conhecidos como bioconservadores.
Os transumanistas são aqueles que apoiam o movimento, enquanto transumanos são os que tiveram seus corpos modificados. Eles dividem-se entre os “grinders”, que desenvolvem implantes cibernéticos para aprimorar suas capacidades, e os "biólogos" que fazem experimentos genéticos em laboratórios caseiros.
De acordo com o crítico bioconservador Francis Fukuyama, o transumanismo detém as ideias mais perigosas do mundo, com Ronald Bailey respondendo que é o "movimento que simboliza as aspirações mais ousadas, corajosas, imaginativas e idealistas da humanidade". Alguns autores acreditam que a humanidade já seria transumana, porque o progresso da medicina nos últimos séculos alteraram significativamente nossa espécie. No entanto, não seria de forma consciente e, portanto, transumanista.

## História
De acordo com Nick Bostrom, impulsos transcendentalistas deste tipo foram expressos, pelo menos, desde a busca pela imortalidade na Epopeia de Gilgamesh, bem como em missões históricas buscando a "fonte da juventude" ou o "elixir da vida", dentre outros esforços para evitar o envelhecimento e a morte.
Há um debate sobre se a filosofia de Friedrich Nietzsche pode ser considerada uma influência para o transumanismo, apesar de sua exaltação do “Übermensch“ (“além-homem”) seja focada no desenvolvimento moral do individuo devido à sua ênfase na auto-realização, enquanto o ao transumanismo foca na transformação bilógica.
O cosmismo russo teve um impacto subsequente no transumanismo. Dessa forma, o filósofo cosmista Nikolai Fyodorovich Fyodorov foi um precursor do transumanismo.

### Primeiras propostas

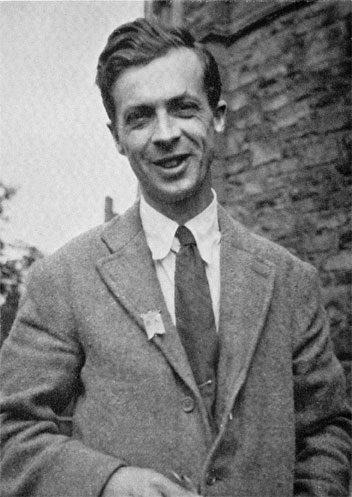
Julian Huxley, neto de T. H. Huxley, um biólogo, foi um dos primeiros a cunhar o termo ‘transumanismo’ em 1957

Ideias fundamentais do transumanismo foram divulgadas pela primeira vez em 1923 pelo geneticista britânico J.B.S. Haldane em seu ensaio Daedalus: Science and Future, que previu que grandes benefícios viriam de aplicações das ciências avançadas para a saúde humana biológica e que cada um desses avanços daria início a algo que pareceria algo como o blasfemo ou perverso "indecente e não natural". Em particular, ele estava interessado no desenvolvimento da ciência da eugenia, ectogênese (criação e sustentação de vida em um ambiente artificial) e as aplicações da genética para melhorar características humanas, como a saúde e inteligência.
Seu artigo inspirou interesse acadêmico e popular. J.D. Bernal, um cristalógrafo da Universidade de Cambridge, escreveu The World, the Flesh and the Devil em 1929, no qual especulou sobre as perspectivas da colonização espacial e mudanças radicais nos corpos e inteligência humanos através de implantes biônicos e melhoria cognitiva. Essas ideias têm sido temas transumanistas comuns desde então.

O biólogo Julian Huxley é geralmente considerado como o fundador do transumanismo, depois de usar o termo para o título de um artigo influente 1957. (O termo em si, no entanto, deriva de um Paper anterior de 1940 pelo filósofo canadense W.D. Lighthall.)  Huxley descreve o transumanismo nestes termos:
Até agora, a vida humana tem sido geralmente, como Hobbes descreveu,”desagradável, brutal e curta”; a grande maioria dos seres humanos (se ainda não tenham morrido jovens) são atingidos com a miséria... podemos justificadamente manter a crença de que existem estas terras de possibilidade, e que as atuais limitações e frustrações miseráveis de nossa existência podem ser, em grande medida... A espécie humana superada pode, se o desejar, transcender a si mesmo - não apenas esporadicamente, um indivíduo aqui de uma maneira, um indivíduo lá de outra maneira, mas em sua totalidade, como a humanidade.
A definição de Huxley é diferente, embora não substancialmente, daquela comumente em uso desde os anos 1980. As ideias levantadas por esses pensadores foram exploradas na ficção científica da década de 1960, notadamente no filme 2001: Uma Odisseia no Espaço, de Stanley Kubrick, baseado no conto The Sentinel de Arthur C. Clarke, em que um artefato alienígena confere poder transcendental a seu portador.
Arquitetos metabolistas japoneses produziram um manifesto em 1960 que estabeleciam metas para “incentivar o desenvolvimento metabólico ativo de nossa sociedade”. através do design e da tecnologia. Na seção Material e Homem do manifesto, Noboru Kawazoe sugere que:
Depois de várias décadas, com o rápido progresso da tecnologia de comunicação, cada um terá um "receptor de ondas cerebrais" em seu ouvido, que transmite diretamente e exatamente o que as outras pessoas pensam sobre ele e vice-versa. O que eu acho que vai ser conhecido por todas as pessoas. A consciência não será mais individual, e sim a vontade da humanidade como um todo.

### Inteligência artificial e singularidade tecnológica
O cientista da computação Marvin Minsky escreveu sobre as relações entre o ser humano e a inteligência artificial começando na década de 1960. Ao longo das décadas seguintes, este campo continuou a gerar pensadores influentes, como Hans Moravec e Raymond Kurzweil, que oscilava entre a área técnica e especulações futuristas de estilos transumanistas. A coalescência de um movimento transumanista identificável começou nas últimas décadas do século XX. Em 1966, FM-2030 (anteriormente Fereidoun M. Esfandiary), um futurista que ensinou "novos conceitos do ser humano" no The New School, em Nova York, começou a identificar as pessoas que adotam tecnologias, estilos de vida e visões de mundo de transição de pós-humanidade como "transumanas". Em 1972, Robert Ettinger contribuiu para a conceituação de "transumanidade" em seu livro Man in Superman. FM-2030 publicou o Upwingers Manifesto em 1973.
O conceito de singularidade tecnológica, ou o advento ultrarrápido da inteligência sobre-humana, foi proposto pela primeira vez pelo Criptologista britânico I.J. Good em 1965:
Deixe uma máquina ultra-inteligente ser definida como uma máquina que pode superar todas as atividades intelectuais de todo o homem mais inteligente. Desde que o projeto de máquinas seja uma destas atividades intelectuais, uma máquina ultra-inteligente poderia projetar até mesmo máquinas melhores; não seria, então, sem dúvida, uma "explosão de inteligência", e a inteligência do homem seria deixada para trás. Assim, a primeira ultra-máquina é a última invenção que o homem precisará fazer.

### Crescimento do transumanismo
Os primeiros autodenominados transumanistas reuniram-se formalmente no início de 1980, na Universidade da Califórnia, em Los Angeles, que se tornou o principal centro do pensamento transumanista. Aqui, FM-2030 deu palestras sobre sua ideologia futurista de “Terceira Via”. Na EZTV Media, frequentada por transumanistas e outros futuristas, Natasha Vita-More apresentou Breaking Away, seu filme experimental de 1980, com o tema dos seres humanos quebrando suas limitações biológicas e gravidade da Terra com eles no espaço. FM-2030 e Vita-More logo começaram a realizar reuniões para transumanistas em Los Angeles, que incluíam estudantes dos cursos de FM-2030 e audiências de produções artísticos de Vita-More. Em 1982, Vita-More foi autora da Declaração Transumanista e seis anos depois, produziu a atualização do programa de TV a cabo TransCentury no Transhumanity, um programa que alcançou mais de 100 mil espectadores.
Em 1986, Eric Drexler publicou Engines of Creation: The Coming Era of Nanotechnology, que discutiu as perspectivas para a nanotecnologia e montadoras moleculares, e fundou o Foresight Institute. Como a primeira organização sem fins lucrativos para tal investigação, defensora, e com realização de criogenia, os escritórios do sul da Califórnia da Alcor Life Extension Foundation se tornaram um centro para os futuristas. Em 1988, a primeira edição da Extropy Magazine foi publicada por Max More e Tom Morrow. Em 1990, em outra estratégia filosófica, criou a sua própria doutrina particular transumanista, que assumiu a forma dos Princípios do Extropy, e lançaram os alicerces do transumanismo moderno, dando-lhe uma nova definição:
Transumanismo é uma classe de filosofias que buscam guiar-nos para uma condição pós-humana. Ações transumanistas incluem muitos elementos do humanismo, incluindo um respeito pela razão e a ciência, um compromisso com o progresso e uma valorização da existência humana (ou transumana) nesta vida. [...] O transumanismo é diferente do humanismo ao reconhecer e antecipar as alterações radicais na natureza e as possibilidades de nossas vidas resultantes das várias ciências e tecnologias [...].
Em 1992, More e Morrow fundaram o Extropy Institute, um catalisador para as redes futuristas e um brainstorming de novos memeplexos através da organização de uma série de conferências e, mais importante, fornecendo uma lista de discussão, que divulgaram a muitos as visões transumanistas vistas pela primeira vez durante a ascensão da cibercultura e da Contracultura Ciberdélica.
Em 1998, os filósofos Nick Bostrom e David Pearce fundaram a World Transhumanist Association (WTA), uma organização não-governamental internacional que trabalha para o reconhecimento do transumanismo como um assunto legítimo de investigação científica e políticas públicas. Em 1999, a WTA modificou e aprovou a declaração Transumanista A Transhumanist FAQ, preparada pela WTA (mais tarde denominada Humanity+), deu duas definições formais para o Transumanismo:
1. O movimento intelectual e cultural que afirma a possibilidade e a oportunidade de melhorar fundamentalmente a condição humana através da razão aplicada, especialmente através do desenvolvimento, tornando as tecnologias amplamente disponíveis para eliminar o envelhecimento e para aumentar consideravelmente as capacidades intelectuais, físicas e psicológicas.
2. O estudo das ramificações, promessas e perigos potenciais de tecnologias que nos permitam superar as limitações humanas fundamentais, bem como o estudo relacionado das questões éticas envolvidas no desenvolvimento e utilização dessas tecnologias.

Anders Sandberg, um proeminente acadêmico e transumanista, compilou várias definições semelhantes. O termo “transumanismo” é freqüentemente usado como sinônimo de “aprimoramento humano”. O transumanismo às vezes é confundido erroneamente com “pós-humanismo”. Por uma interpretação, o transumanismo está subordinado à crítica pós-moderna do humanismo conhecida como pós-humanismo, e embora todos os transumanistas possam ser, nesse sentido, pós-humanistas, não foi dito, nem deveria ser dito, que todos os pós-humanistas são transumanistas.
Em contraste possível com o Extropy Institute, membros da WTA consideram que o impacto tecnológico na sociedade faz com que seja necessário dar a mesma atenção às questões sociais e técnicas. Uma preocupação particular foi a igualdade de acesso às tecnologias de aprimoramento humano em todas as classes e regiões. Em 2006, uma luta política dentro do movimento transumanista entre a Direita Libertária e a Esquerda Liberal resultou em um reposicionamento mais centro-esquerda da WTA sob a direção do seu ex-diretor executivo James Hughes. Em 2006, o conselho de administração do Extropy Institute cessou as operações da organização, afirmando que sua missão estava "essencialmente concluída". Isso deixou a World Transhumanist Association como a principal organização Transumanista internacional.
Em 2008, como parte de um esforço de mudança de marca, a WTA mudou seu nome para “Humanity+".
Em 2012, o Partido transumanista Longevity Party tinha sido iniciado como uma união internacional de pessoas que promovem o desenvolvimento de meios científicos e tecnológicos a significativa extensão da vida, que por agora tem mais de 30 organizações nacionais em todo o mundo.
Blogs com temáticas transumanistas por Zoltan Istvan estão na grande mídia em sites como Psychology Today, Vice’s Motherboard, e no The Huffington Post. Istvan é o fundador do Partido Transumanista e foi o seu pré-candidato em 2016 a presidência dos EUA.
O primeiro membro transumanista eleito a um parlamento foi Giuseppe Vatinno, na Itália. Em 2015, Vatinno tornou-se membro do Conselho de Administração da Humanity+.

## Manifesto transumanista
A primeira declaração transhumanista foi feita por FM-2030 em seu Manifesto Upwingers em 1978, como uma visão otimista do futuro e uma referência à ideia política de que nem a esquerda nem a direita fariam as mudanças necessárias em um futuro positivo.
Em 1990, um código mais formal e concreto para os transumanistas libertários assumiu a forma dos Princípios Transumanistas de Extropia (Principios Transhumanistas de Extropia), com o extropismo sendo uma síntese do transumanismo e do neoliberalismo. E, finalmente, em 1999, a Associação Transhumanista Mundial, cujos membros são centristas esmagadoramente convencidos das virtudes da democracia liberal, escreveu e adotou a Declaração Transhumanista.

1. No futuro, a humanidade mudará radicalmente por causa da tecnologia. Visualizamos a viabilidade de redesenhar a condição humana, incluindo parâmetros como a inevitabilidade do envelhecimento, as limitações do intelecto humano e artificial, psicologia indesejável, sofrimento e nosso confinamento no planeta Terra.
2. A pesquisa sistemática deve se concentrar na compreensão desses desenvolvimentos futuros e suas consequências a longo prazo.
3. Nós, transumanistas, acreditamos que, sendo geralmente receptivos e aceitando as novas tecnologias, é mais provável que as usemos em nosso benefício do que se tentarmos condená-las ou bani-las.
4. Os transumanistas defendem o direito moral de quem deseja usar a tecnologia para expandir suas capacidades mentais e físicas e melhorar o controle sobre suas próprias vidas. Buscamos crescimento pessoal além de nossas limitações biológicas atuais.
5. Olhando para o futuro, é imperativo considerar a possibilidade de um progresso tecnológico dramático. Seria trágico se os benefícios potenciais não se materializassem por causa da tecnofobia injustificada e proibições desnecessárias. Por outro lado, também seria trágico se a vida inteligente fosse extinta devido a algum desastre ou guerra causada por tecnologias avançadas.
6. Precisamos criar fóruns onde as pessoas possam debater racionalmente o que deve ser feito e uma ordem social na qual decisões sérias possam ser tomadas.
7. O transumanismo defende o bem-estar de todas as consciências (sejam intelectos artificiais, humanos, animais não humanos ou possíveis espécies extraterrestres) e abraça muitos princípios do humanismo secular moderno. O transumanismo não apóia nenhum grupo político ou plataforma em particular.

## Teoria
É uma questão de debate se o Transumanismo é um ramo do pós-humanismo e como este movimento filosófico deve ser conceituado em matéria de transumanismo. O último é muitas vezes referido como uma variante ou uma forma de pós-humanismo ativista por seus críticos Conservadores, Cristãos e Progressistas.
Uma característica comum do transumanismo e o pós-humanismo filosófico é o futuro visão de uma nova espécie inteligente, em que a humanidade vai evoluir e, eventualmente, irá complementar ou substituir. O Transumanismo sublinha a perspectiva evolucionária, incluindo, por vezes, a criação de uma espécie animal altamente inteligente por meio de melhoria cognitiva (ou seja, elevação biológica), mas se apega a um "futuro pós-humano", como o objetivo final da evolução participante.
No entanto, a ideia de criar seres artificiais inteligentes (proposta, por exemplo, pelo Roboticista Hans Moravec) influenciou o transumanismo. [22] os ideais do transumanismo de Moravec também têm sido caracterizados como uma variante "complacente" ou "apocalíptica" do pós-humanismo contrastada com o "pós-humanismo cultural" nas humanidades e artes. Enquanto um "pós-humanismo cultural" iria oferecer recursos para repensar as relações entre humanos e máquinas para se tornar cada vez mais sofisticadas, o Transumanismo e o Pós-humanistas são semelhantes neste ponto de vista, não abandonando os conceitos obsoletos do "sujeito liberal autônomo", e sim expandindo suas "prerrogativas" para um reino pós-humano. Auto-caracterizações Transumanistas como uma continuação do humanismo e do pensamento iluminista correspondem com esta visão.
Alguns humanistas seculares concebem o transumanismo como um descendente do movimento do livre-pensamento humanista e argumentam que os transumanistas diferem da corrente principal humanista por ter um foco específico em abordagens tecnológicas para resolver preocupações humanas (como o Tecnocentrismo) e sobre a questão da mortalidade. No entanto, outros progressistas argumentaram que o pós-humanismo, quer se trate de suas formas filosóficas ou de seus ativistas, eleva-se a uma mudança de preocupações com a justiça social, a partir da reforma das instituições humanas e de outras preocupações do Iluminismo, em direção aos anseios narcisistas para uma transcendência do corpo humano em busca de maneiras mais requintados de ser.
Como alternativa, o filósofo humanista Dwight Jones Gilbert propôs um humanismo renascentista renovado através do DNA e genoma repositórios, com cada genótipo individual (DNA) sendo instanciado como fenótipos sucessivos (corpos ou vidas através de clonagem, Church of Man, 1978). Em sua opinião, a “Continuidade” do DNA molecular nativo é necessária para manter o "eu" e nenhuma quantidade de poder computacional de agregação ou de memória pode substituir o "fedor" essencial da nossa verdadeira identidade genética, o que ele chama de "Genidade". Em vez disso, trocar o DNA/genoma por uma instituição análoga à dos jesuítas de há 400 anos  é um modelo sugerido para permitir que o humanismo seja ‘um credo comum, um projeto que ele propôs em seu romance especulativo The Humanist - 1000 Summers (2011), em que a humanidade dedica estes próximos séculos para harmonizar o nosso planeta e seus povos.’
A filosofia do transumanismo está intimamente relacionada com estudos auto-tecnológicos, um domínio interdisciplinar de pesquisa acadêmica que lida com todos os aspectos da identidade humana em uma sociedade tecnológica com foco na natureza em mudança das relações entre os seres humanos e a Tecnologia.

### Objetivos
Enquanto muitos teóricos transumanistas e defensores procuram aplicar a razão, a ciência e a tecnologia para efeitos de redução da pobreza, doença, invalidez e desnutrição em todo o mundo, o transumanismo é distintivo em seu enfoque particular nas aplicações das tecnologias para a melhoria os organismos humanos a nível individual. Muitos transumanistas avaliam ativamente o potencial para futuras tecnologias e sistemas sociais inovadores para melhorar a qualidade de toda a vida, procurando ao mesmo tempo fazer a realidade do material da condição humana cumprir a promessa da igualdade jurídica e política, eliminando as barreiras físicas e mentais.
Filósofos transumanistas argumentam que não existe apenas um imperativo ético perfeccionista para os seres humanos que lutam pelo progresso e melhoria da condição humana, mas que é possível e desejável para a humanidade entrar numa fase transumana de existência em que os seres humanos estão em controle de sua própria evolução. Em tal fase, a evolução natural seria substituída com a mudança deliberada.
Alguns teóricos, como Raymond Kurzweil, acham que o ritmo da inovação tecnológica está se acelerando e que os próximos 50 anos podem produzir não só avanços tecnológicos radicais, mas, possivelmente, uma singularidade tecnológica, o que pode mudar fundamentalmente a natureza dos seres humanos. Transumanistas que prevem esta mudança tecnológica maciça geralmente sustentam que é algo desejável. No entanto, alguns também estão preocupados com os possíveis perigos da mudança tecnológica extremamente rápida e propõem opções para garantir que a tecnologia avançada seja usada de forma responsável. Por exemplo, Bostrom tem escrito extensivamente sobre os riscos existenciais para o futuro bem-estar da humanidade, incluindo aqueles que poderiam ser criados pelas tecnologias emergentes.
Enquanto muitas pessoas acreditam que todos os transumanistas estão se esforçando para a ascensão da imortalidade, isso não é necessariamente verdade. Hank Pellissier, diretor do Instituto de Tecnologias de Éticas Emergentes (2011-2012), um Instituto de pesquisa Transumanistas, descobriu que, dos 818 entrevistados, 23,8% não queriam a imortalidade. Algumas das razões argumentadas foram o tédio, a superpopulação da Terra e o desejo de "ir para a vida após a morte".

### Ética
Transumanistas envolvem-se em abordagens interdisciplinares para entender e avaliar as possibilidades de superar as limitações biológicas, com base na futurologia e vários campos da ética. Ao contrário de muitos filósofos, críticos sociais e ativistas que colocam um valor moral na preservação dos sistemas naturais, os transumanistas veem o próprio conceito do especificamente natural quanto ao problematicamente nebuloso na melhor das hipóteses e um obstáculo ao progresso na pior das hipóteses. Em consonância com isso, muitos defensores transumanistas proeminentes, tais como Dan Agin, referem-se aos críticos da Transumanismo, tanto da direita quanto da esquerda política, como "bioconservadores" ou "bio-ludistas", o último termo aludindo ao movimento social anti-industrialização do século XIX que se opuseram a substituição de trabalhadores manuais humanos por máquinas.
A crença do contra-transumanismo é que o transumanismo pode causar um aprimoramento humano injusto em muitas áreas da vida, mas especificamente no plano social. Isto pode ser comparado com o uso de esteróides, onde os atletas que usam esteróides nos esportes têm uma vantagem sobre aqueles que não o fazem. O mesmo cenário acontece quando as pessoas têm certos implantes neurais que lhes dão uma vantagem no local de trabalho e em aspectos educacionais.

### Correntes
Há uma variedade de opiniões dentro do pensamento transumanista. Muitos dos principais pensadores transumanistas defendem pontos de vista que estão sob revisão e desenvolvimento constante. Algumas correntes distintas de transumanismo são identificadas e listadas aqui em ordem alfabética:
- Abolicionismo, uma ideologia ética baseada em uma obrigação percebida de usar a tecnologia para eliminar o sofrimento involuntário em toda a vida senciente.[77]
- Transumanismo democrático, uma ideologia política que busca sintetizar a democracia liberal, social-democracia, democracia radical e o Transumanismo.[78]
- Extropianismo, uma vertente nova do pensamento transumanista que caracteriza-se por um conjunto de princípios que defendem uma abordagem pró-ativa para a evolução humana.
- Imortalismo, uma ideologia moral baseada na crença do que é possível e desejável, e defendendo a investigação e o desenvolvimento, para assegurar a realização da extensão da vida radical e imortalidade tecnológica.
- Transumanismo libertário, uma ideologia política que busca sintetizar o Libertarianismo e o Transumanismo.
- Pós-generismo, uma filosofia social que visa a eliminação voluntária do sexo na espécie humana através da aplicação de biotecnologia avançada e tecnologias de reprodução assistida.[79]
- Singularitarianismo, uma ideologia moral baseada na crença de que uma singularidade tecnológica é possível, e defendendo a ação deliberada para efetivá-la e garantir a sua segurança.
- Tecno-gaianismo, uma ideologia ecológica baseada na crença de que as tecnologias emergentes podem ajudar a restaurar o meio ambiente da Terra e que o desenvolvimento seguro, limpo, e as tecnologias alternativas devem, portanto, ser uma meta importante dos ambientalistas.

### Espiritualidade
Embora muitos transumanistas sejam ateus, agnósticos, ou humanistas seculares, alguns têm pontos de vista religiosos ou espiritualistas. Calvin Mercer argumenta que estudiosos da religião não se opõem a nova tecnologia como é estereotipada de grupos religiosos. Apesar da atitude secular predominante, alguns transumanistas prosseguem com esperanças tradicionalmente defendidas pelas religiões, como a imortalidade, enquanto vários novos movimentos religiosos controversos do final do século XX adotaram explicitamente metas transumanistas de transformar a condição humana através da aplicação de tecnologia para a alteração da mente e do corpo, como o Raelianismo. No entanto, a maioria dos pensadores associados com o foco do movimento transumanista sobre os objetivos práticos de utilizar a tecnologia para ajudar a alcançar vidas mais longas e saudáveis, enquanto especulam que a futura compreensão da neuroteologia e a aplicação de neuro-tecnologia sobre a vontade podem permitir que os seres humanos obtenham maior controle de estados alterados de consciência, que eram comumente interpretados como experiências espirituais, e, assim, alcançar a autoconhecimento mais profundo. Budistas Transumanistas têm procurado explorar áreas de acordo entre vários tipos de budismo derivados a meditação e a mente com a expansão das "neurotecnologias". Budistas "Ciborgues" têm sido criticados por se apropriar do mindfulness como uma ferramenta para transcender a Humanidade.
Muitos transumanistas acreditam na compatibilidade entre a mente humana e o hardware de computador, com a implicação teórica que a consciência humana pode um dia ser transferida para mídia alternativa (uma técnica especulativa vulgarmente conhecida como upload mental). Uma formulação extrema dessa ideia, que alguns transumanistas estão interessados, é a proposta do Ponto Omega pelo Cosmólogo Cristão Frank Tipler. Baseando-se em ideias sobre Digitalismo, Tipler avançou a noção do colapso do universo em bilhões de anos, portanto, poderiam criar as condições para a perpetuação da humanidade em uma realidade simulada dentro de um megacomputador e, assim, alcançar uma forma de "divindade pós-humana". O Pensamento de Tipler foi inspirado pelos escritos de Pierre Teilhard de Chardin, um Paleontólogo e Teólogo Jesuíta que viu um telos evolutivo no desenvolvimento de uma noosfera abrangente, uma consciência global.
Visto da perspectiva de alguns pensadores cristãos, a ideia de upload mental é algo que irá denegrir o corpo humano, característica da Gnóstica crença Maniqueísta. O transumanismo e seus progenitores intelectuais presumidos também têm sido descritos como neo-gnósticos por comentaristas judaico-cristãos e não-seculares.
O primeiro diálogo entre fé e transumanismo foi em uma conferência de um dia realizada, em 2004. os críticos religiosos sozinhos criticaram a filosofia do transumanismo como alegando que não há verdades eternas, nem uma relação com o divino. Eles comentaram que uma filosofia destituída dessas crenças deixa a humanidade à deriva em um mar nevoento de cinismo pós-moderno e anomia. Transumanistas responderam que essas críticas refletem uma falha de olhar para o conteúdo real da filosofia transumanista, que, longe de ser cínica, está enraizada em atitudes otimistas e idealistas que remontam ao Iluminismo. Na sequência desse diálogo, William Sims Bainbridge, um Sociólogo da Teligião, conduziu um estudo piloto, publicado no Jornal da Evolução e Tecnologia, sugerindo que as atitudes religiosas foram negativamente correlacionadas com a aceitação de ideias transumanistas e indicando que os indivíduos com visões de mundo altamente religiosas tendiam a perceber o transumanismo como sendo algo uma errada e competitiva (embora, em última análise, fútil) afronta às suas crenças espirituais.
Desde 2009, a Academia Americana de Religião detém uma consulta sobre "Transumanismo e Religião", iniciada durante seu encontro anual, onde estudiosos no campo de estudos religiosos procuram identificar e avaliar criticamente quaisquer crenças religiosas implícitas que podem estar nas reivindicações subjacentes transumanistas e pressupostos essenciais; considerando como o Transumanismo desafia as tradições religiosas para desenvolverem as suas próprias ideias sobre o futuro humano, em particular a perspectiva de transformação humana, seja por meios tecnológicos ou outros; e fornecendo avaliações críticas construtivas e de um futuro imaginado que colocar maior confiança em nanotecnologia, robótica e tecnologia da informação para alcançar a imortalidade virtual e criar uma espécie de pós-humanos superiores.
O físico e pensador transumanista Giulio Prisco afirma que "as religiões cosmistas baseadas na ciência podem ser a nossa melhor proteção contra a perseguição imprudente de superinteligência e outras tecnologias de risco". Prisco também reconhece a importância de ideias espirituais, como as de Nikolai Fyodorov Fyodorovich sobre às origens do movimento transumanista.

## Prática
Embora alguns transumanistas tenham uma abordagem abstrata e teórica para os benefícios percebidos de tecnologias emergentes, outros têm oferecido propostas específicas de modificações no corpo humano, incluindo as hereditárias. Transumanistas estão muitas vezes preocupados com métodos de melhoria do sistema nervoso humano. Embora alguns proponham a modificação do sistema nervoso periférico, o cérebro é considerado o denominador comum da pessoalidade e é, portanto, o foco principal das ambições transumanistas.
Como defensores da auto-aperfeiçoamento e modificação do corpo, incluindo a transição de gênero, transumanistas tendem a usar tecnologias e técnicas que supostamente melhoram o desempenho cognitivo e físico existente, enquanto se envolvem em rotinas e estilos de vida destinados a melhorar a saúde e a longevidade. Dependendo da sua idade, alguns transumanistas expressam preocupação de que eles não vão viver para colher os benefícios das tecnologias futuras. No entanto, muitos têm um grande interesse em estratégias de extensão da vida e no financiamento de pesquisas em criogenia, a fim de tornar este último uma opção viável de último recurso, ao invés de permanecer como um método que ainda não foi provado. As redes transumanistas regionais e globais, bem como comunidades com uma gama de objetivos existem para prestar apoio e fóruns de discussão e para projetos colaborativos.

### Tecnologias de interesse
Transumanistas apoiam a emergência e convergência de tecnologias, incluindo a nanotecnologia, biotecnologia, tecnologia da informação e ciência cognitiva (NBIC), bem como as hipotéticas tecnologias futuras como realidade simulada, inteligência artificial, superinteligência, upload mental, preservação da química cerebral e a Criogenia. Eles acreditam que os seres humanos podem e devem usar essas tecnologias para tornar-se mais do que humanos. Portanto, eles apoiam o reconhecimento e/ou a proteção da liberdade cognitiva, liberdade morfológica e liberdade procriativa como as liberdades civis, de modo a garantir às pessoas a escolha de usando tecnologias de aprimoramento humano sobre si e seus filhos. Alguns especulam que técnicas de aprimoramento humano e outras tecnologias emergentes podem facilitar um aprimoramento humano mais radical, no mais tardar, na metade do século XXI. O livro de física por Kurzweil Near The Singularity e o livro de Michio Kaku do futuro esboço várias tecnologias de aprimoramento humano e dão uma visão sobre como estas tecnologias podem impactar a raça humana.
Alguns relatórios sobre as tecnologias convergentes e conceitos de NBIC criticaram sua orientação transumanista alegando ser apenas um delírio de ficção científica. Ao mesmo tempo, a investigação sobre tecnologias de cérebro e de alteração corporal foi acelerada, sob o patrocínio do Departamento de Defesa dos EUA, o que é interessado nas vantagens no campo de batalha que eles forneçam Super-Soldados dos Estados Unidos e seus aliados. Há um programa de investigação sobre o cérebro que visa "estender a capacidade de gerenciar informações", enquanto os cientistas militares estão agora olhando para a possibilidade de aumentar a capacidade humana para o combate a um máximo de 168 horas sem dormir.
O neurocientista Anders Sandberg tem praticado o método de digitalização de seções ultrafinas do cérebro. Este método está sendo usado para ajudar a melhor compreender a arquitetura do cérebro. A partir de agora, este método está sendo usado atualmente em ratos. Este é o primeiro passo para o upload do conteúdo do cérebro humano, incluindo memórias e emoções, para um computador.

## Artes e cultura
Temas transumanistas tornaram-se cada vez mais importantes em várias formas literárias durante o período em que o próprio movimento emergiu. A Ficção Científica contemporânea muitas vezes contém interpretações positivas de uma vida humana tecnologicamente melhorada definida na sociedade (especialmente Tecno-Utópica). No entanto, representações de ficção científica dos seres humanos aprimorados ou outros seres pós-humanos frequentemente vêm com um toque de cautela. Os cenários mais pessimistas incluem muitos contos horríveis ou distópicos da bioengenharia humana que deu errado. Nas décadas anteriores ao surgimento do transumanismo como um movimento explícito, muitos conceitos e temas transumanistas começaram a aparecer na ficção especulativa dos autores do Fiction Golden Age of Science, como Robert A. Heinlein (Lazarus Long Serie, 1941-1987), A.E. van Vogt (Slan, 1946), Isaac Asimov (Eu, Robô, 1950), Arthur C. Clarke (Fim da Infância, 1953) e Stanisław Lem (Cyberiad, 1967).  C.S. Lewis ‘That Hideous Strength’ (1945) contendo uma crítica precoce do transumanismo.
Em uma série de romances de ficção científica por Neal Asher, o protagonista é um ser humano melhorado que realiza missões para a "Terra de Segurança Central", uma inteligência artificial da coalizão sobre-humana. O autor retrata uma variedade de dispositivos complementares, além da cópia de memórias, mentes humanas em cristais e a presença de ambas as inteligências artificiais benevolentes e malévolas.
O gênero cyberpunk, exemplificado pelo Neuromancer de William Gibson (1984) e de Bruce Sterling Schismatrix (1985), esteve particularmente preocupado com a modificação de corpos humanos. Outras histórias que tratam de temas transumanistas que estimularam ampla discussão destas questões incluem música Blood (1985), de Greg Bear; Xenogenesis Trilogy (1987-1989), por Octavia Butler; Trilogia do mendigo (1990-1994), por Nancy Kress; e muito do trabalho de Greg Egan desde o início de 1990, como Permutation City (1994) e da Diáspora (1997); A série de Cultura de Iain M. Banks; O Criador de Bohr (1995), por Linda Nagata; Carbono Altered (2002), e por Richard K. Morgan; Oryx e Crake (2003), por Margaret Atwood; A Partículas Elementares (Eng trans de 2001..) E a possibilidade de uma ilha (Eng trans de 2006..), De Michel Houellebecq; Varredura mental (2005), de Robert J. Sawyer; The Commonwealth Saga (2002-10), de Peter F. Hamilton; e Glasshouse (2005), por Charles Stross. Algumas destas obras são consideradas parte do gênero cyberpunk ou sua ramificação pós-cyberpunk.
O romance de Dan Brown Inferno e o romance de Zoltan Istvan, The Transhumanist Wager, sobre o tema do transumanismo.
Cenários fictícios transumanistas também se tornaram populares em outras mídias durante o fim do século XX e início do século XXI. Tais tratamentos são encontrados em livros (Capitão América, 1941; Transmetropolitan, 1997; The Surrogates, 2006), filmes (2001: Uma Odisseia no Espaço, de 1968; Blade Runner, de 1982; Gattaca, de 1997, Ex Machina, 2015), séries de televisão (The Cybermen de Doctor Who, 1966; The Borg de Star Trek: The Next Generation, 1989, Battlestar Galactica, 2003), mangás e animes (Galaxy Express 999, 1978; Appleseed, 1985; Ghost in the Shell, 1989; Neon Genesis Evangelion, 1995; e The Gundam metaseries de 1979), jogos de vídeo (Metal Gear Solid, 1998; Deus Ex, 2000; BioShock, 2007; Half-Life 2, 2004; Crysis, 2007; Deus Ex: Human Revolution, 2011) e role-playing games (RPGs).
Carnal Art, uma forma de escultura originada pelo artista Orlan French, usa o corpo como a cirurgia e plástico como o seu método. O antropólogo biológico francês Dr. Judith Nicogossian também fazia em representações do corpo híbrido.
Transumanistas estudam os benefícios e perigos potenciais das tecnologias emergentes que poderiam superar as limitações fundamentais humanas, assim como as implicações éticas envolvidas em desenvolver e usar tais tecnologias.
A imortalidade não seria fruto de uma única invenção ou descoberta, mas um desenvolvimento contínuo da tecnologia relacionada à saúde e a medicina, fazendo a expectativa de vida tender a subir exponencialmente a ponto de considerar que o ser humano não irá mais morrer por conta de velhice.